# جون كيمل (لاعب كرة قدم أمريكية)
جون كيمل (بالإنجليزية: Jon Kimmel)‏ هو لاعب كرة قدم أمريكية أمريكي، ولد في 21 يوليو 1960 في بينغامتون في الولايات المتحدة.

## وصلات خارجية
- جون كيمل على موقع مرجع كرة القدم المحترفة.كوم (الإنجليزية)